# Médoc

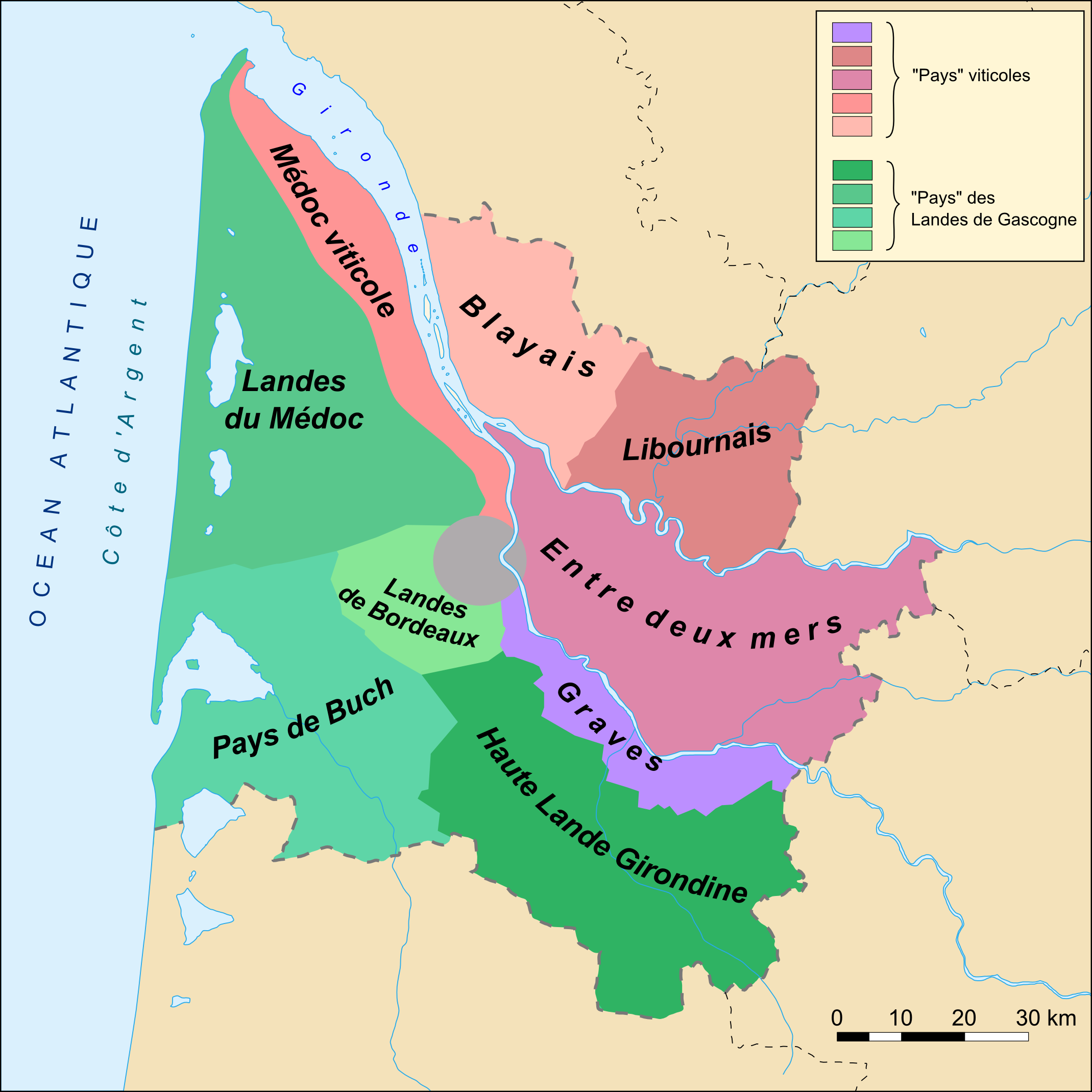
Mapa de la Gironda, en rojo, el Médoc vitícola.

El Médoc (En occitano: Medoc) es una región natural de Nueva Aquitania (Francia) bien conocida por ser productora de vino, ubicada en el departamento de la Gironda, en la orilla izquierda del estuario de la Gironda, al norte de Burdeos. Su nombre viene de (Pagus) Medullicus, o "país de los Medulli", la tribu celta local. La región debe su éxito económico principalmente a su producción de vino tinto; tiene cerca de 1500 viñedos.
La zona tiene también bosques de pinos y largas playas arenosas. La geografía de Médoc no es ideal para el crecimiento de la vid, con su proximidad al Océano Atlántico lo que proporciona un clima comparativamente suave y alta pluviosidad lo que hace de la podredumbre un problema constante. Se cree en general que la naturaleza del vino de la región deriva del suelo; aunque el terreno es llano, el excelente drenaje es una necesidad y la creciente cantidad de grava en el suelo permite que se retenga el calor, animando a la maduración, y amplios sistemas de raíces.

## Viticultura
Con la excepción de Château Haut-Brion de Graves, todos los tintos en la clasificación de 1855 son del Médoc. Muchos de los vinos de Médoc que no están en esta clasificación aparecen en el sistema de Cru Bourgeois, en desuso en el año 2007.
Entre los grandes vinos tintos de esta región se encuentran el Château Lafite Rothschild, el Château Latour, el Château Margaux. Cabe mencionar igualmente el Mouton-Rothschild, el Château Pichon Longueville, Cos d'Estournel, los de Gruaud-Larose y Leoville así como el de Lascombes.

## Referenccas
1. 1 2  «Un día en el Médoc | Burdeos Turismo». www.burdeos-turismo.es. Consultado el 13 de agosto de 2025.
2. ↑  «El Médoc - Turismo Gironda». Gironde Tourisme. Consultado el 13 de agosto de 2025.
3. 1 2  «Médoc | WineTourism.com». www.winetourism.com. Consultado el 13 de agosto de 2025.
4. ↑  Néstor Luján, Viaje a Francia: "Viaje a la Aquitania", págs. 21-27, Bruguera, 1986.